# Pinnacle Studio
Pinnacle Studio ['pɪnəkl 'stjuːdiɘʊ] ist eine Videoschnittsoftware des Unternehmens Pinnacle Systems. Pinnacle bietet die Software in drei Ausführungen an: „Studio“, „Studio Plus“ und „Studio Ultimate“. Im Juli 2012 übernahm Corel Pinnacle Systems. Ab der Version 16 basiert die „Pinnacle Studio“-Produktlinie auf Code von „Avid Studio“.

## Funktionsumfang
Sie wird hauptsächlich von Einsteigern und semiprofessionellen Nutzern verwendet und bietet dabei viele Funktionen. Mit der Software lassen sich Videos einspielen, schneiden (Videoschnitt) und ausspielen. Das Einspielen ist in verschiedenen Qualitätsstufen möglich (volle (H)DV-Qualität, MPEG-Qualität und Vorschauqualität). Im Schnitt-Modus kann man zwischen einer Storyboard-, einer Zeitstrahl- und einer Listenansicht wählen, abhängig vom entsprechenden Arbeitsschnitt. Es ist möglich, Überblendungen einzubauen, wozu es zahlreiche Effekte gibt. Weiterhin können Titel eingebaut werden, entweder als vollständiges Bild oder nur zum Einblenden von Schrift und Ähnlichem in einen Film. Diese Titel können auch benutzt werden, um einen Abspann hinzuzufügen. Videos können auch mit Musik untermalt werden, wobei die Software zahlreiche Formate unterstützt. Für solche Effekte gibt es drei Audiospuren, sodass sich auch nahtlose Tonübergänge schaffen lassen. Daneben können Videos mit zahlreichen Effekten versehen werden, wie z. B. einer Geschwindigkeitsänderung und einer Schwarz-Weiß-Sequenz. Außerdem bietet die Software auch die Möglichkeit zum DVD-Authoring und Blu-ray-Authoring, d. h. Filme können mit navigierbaren Menüs erstellt werden. Die Software besitzt die Möglichkeit, einen Film in mehreren Formaten auszuspielen: auf Band, als Datei (z. B. AVI, MPEG, für Webvideos auch in niedriger Qualität) oder auch direkt als Disk (u. a. (S)VCD, DVD, HD DVD, Blu-ray Disc und AVCHD).

## Versionsgeschichte
- Verglichen mit anderen Programmen ähnlichen Umfangs war Pinnacle Studio in früheren Versionen ressourcenhungrig und fehlerbehaftet.
- Als Windows Vista erschien, war Studio 10 die aktuelle Version. Ein Update auf Version 10.6 sollte Kompatibilität mit Vista herstellen. Jedoch konnten beim Update unidentifizierte Konflikte auftreten, die den Programmstart verhinderten oder das Programm im laufenden Betrieb abstürzen ließen. Diese Probleme wurden erst mit Pinnacle Studio 11 gelöst.
- Studio 11 Plus brachte eine native Unterstützung für die Bearbeitung von AVCHD-Videos mit. Dies war eine Neuheit für eine Einsteiger-Videobearbeitungssoftware. Die AVCHD-Funktion lief allerdings nur langsam und das Programm stürzte oft ab. Diese Einschränkung war bei Version 11 nicht in den Systemvoraussetzungen zu finden. Das starre Bedienkonzept wurde zum Beispiel in der c’t kritisiert.[3]
- Im August 2012 erschien Pinnacle Studio 16. Seit dieser Version nutzt „Pinnacle Studio“ die Codebasis von „Avid Studio“. Neu war die Unterstützung von Nvidias CUDA- sowie NVIDIAs 3D Vision-Technologie mit kompatiblen Quadro- und GeForce-Grafikkarten (hardwarebasierte Beschleunigung beim De- und Enkodieren von bestimmten Codecs). Das Erstellen von 3D- und HD-Filmen war möglich, ein neuer Storyboard-Modus und eine sechsspurige Zeitachse („timeline“) waren vorhanden. Die „Plus“-Variante brachte erweiterte HD- und 3D-Bearbeitungs-Funktionen, Blu-ray Disc-Authoring, 24 Zeitachse-Spuren und das Mischen von Dolby Digital 5.1-Surround-Sound mit. Mit der „Ultimate“-Variante war eine unlimitierte Anzahl von Spuren in der Zeitachse möglich.[4][5]
- Pinnacle Studio 17 erschien im Oktober 2013. Schnelleres Rendern von AVC-Videos, verbesserte CUDA-Unterstützung und eine neue „Streamline“-Oberfläche waren in allen Varianten enthalten. Die „Plus“-Variante konnte zusätzlich vom Monitor ein Live Screen Capture aufzeichnen, mit der „Ultimate“-Variante war die Bearbeitung von 4K-Videos (AVCHD 2.0) möglich.[6]
- Pinnacle Studio 18 erschien im Oktober 2014, bot eine native 64-Bit-Unterstützung und profitierte von Intel-Prozessoren mit „Quick Sync“-Funktion. Das hardwarebasierte Beschleunigung beim De- und Enkodieren von bestimmten Audio- und Video-Codecs mittels „Quick Sync“ wird seit der Intel-Sandy-Bridge-Mikroarchitektur (erschien im Januar 2011) von vielen Intel-Prozessoren unterstützt. Die „Ultimate“-Variante bot u. a. Unterstützung für XAVC S (HD und 4K HD).[7]
- Im September 2015 erschien Pinnacle Studio 19. Neu ist allen Varianten u. a. eine Multikamera-Bearbeitung. Die „Plus“-Variante bringt u. a. Audio-Ducking-Unterstützung sowie eine erweiterte 3D-Unterstützung mit. Die „Ultimate“-Variante bietet VFR-Video-Support, XAVC-Decoding, DVCPRO HD-Decoding und MXF-Import. Blu-ray-Authoring ist durch den Kauf eines separaten Plugins innerhalb von Pinnacle Studio möglich. Alle Versionen sind für Intel-Prozessoren der sechsten Generation (Skylake) optimiert. Skylake bringt eine überarbeitete „Quick Sync“-Funktion mit, welche im Vergleich zur Vorgänger-Architektur erweiterte Unterstützung für hardwarebeschleunigtes De- und Enkodieren von Multimedia-Formaten bietet. Zum Beispiel beschleunigt Skylake das 8-Bit-De-/Enkodieren von H.265/HEVC-Inhalten.[1] Im April 2016 erschien Version 19.5. Ein Update ist nur mit bereits installiertem Patch 19.1.3 möglich.[8][9]
- Im August 2016 erschien Pinnacle Studio 20.
- Im August 2017 erschien Pinnacle Studio 21.[10]
- Im August 2018 erschien Pinnacle Studio 22.[11]
- Im August 2019 erschien Pinnacle Studio 23.
- Im August 2020 erschien Pinnacle Studio 24.
- Im August 2021 erschien Pinnacle Studio 25.
- Im August 2022 erschien Pinnacle Studio 26.